# Turki Al-Sheikh
Turki bin Abdul Mohsen bin Abdul Latif Al Al-Sheikh (tiếng Ả Rập: تركي بن عبد المحسن بن عبد اللطيف آل الشيخ; sinh vào ngày 4 tháng 8 năm 1981), là cố vấn người Ả Rập Xê Út ở Tòa án Hoàng Gia với cấp bậc là Bộ trưởng và đương kim Chủ tịch của Cơ quan Chung về Giải trí Ả Rập Xê Út.

## Học vấn và nghề nghiệp
Al-Sheikh tốt nghiệp trường Cao đẳng An ninh Vua Fahad năm 2001 với bằng cử nhân Khoa học An ninh. Sau đó, ông làm việc trong một số cơ sở trong chính phủ bao gồm Bộ Ngoại giao, Tiểu vương quốc Riyadh và văn phòng Bộ Quốc phòng và Thái tử. Ông được bổ nhiệm làm cố vấn cho hoàng gia vào năm 2015 và sau đó, vào năm 2017, ông được thăng làm cố vấn hoàng gia với cấp bậc bộ trưởng.
Vào tháng 9 năm 2017, một sắc lệnh hoàng gia đã được ban hành để bổ nhiệm ông làm chủ tịch mới của bộ Tổng cục thể thao. Vào tháng 12 năm 2018, ông được bổ nhiệm làm chủ tịch của General Authority for Entertainment.

## Thể thao
Al-Sheikh là Chủ tịch Liên đoàn Thể thao Đoàn kết Hồi giáo (ISSF), và trước đây là Chủ tịch danh dự của Al-Taawoun ở Buraidah. Ông từng là chủ sở hữu của câu lạc bộ Ai Cập Pyramids FC từ năm 2018 đến năm 2019 . Vào ngày 2 tháng 8 năm 2019, ông trở thành chủ sở hữu của UD Almería, thay thế Alfonso García Gabarrón. Ông bổ nhiệm Mohamed El Assy làm tổng giám đốc câu lạc bộ . Vào tháng 12 năm 2020, Al-Sheikh trở thành chủ tịch danh dự của câu lạc bộ Sudan Al-Hilal.

## Đời tư
Ngoài sự nghiệp chính thức và làm chủ tịch của mình, Turki Al-Sheikh còn được biết đến với tài sáng tác nghệ thuật, và những bài hát của ông đã được một số nghệ sĩ Ả Rập phối nhạc. Ông kết hôn với ca sĩ người Ai Cập Amal Maher, người được cho là đã bị mất tích hàng tháng trời; với một số tin đồn rằng Al-Sheikh đã giữ cô trong một trung tâm giam giữ để tra tấn cô từ từ và tàn bạo, nhằm trừng phạt Maher vì đã đệ đơn kiện hành hung ông ta. 

Câu chuyện bắt đầu gây phẫn nộ trên phương tiện truyền thông Ai Cập sau vụ giết hại dã man một sinh viên Đại học của trường Mansoura Naira Ashraf, sau đó một bức ảnh của Maher được đăng trên tài khoản Facebook của cô ấy, với một loạt các tờ báo đáng ngờ bắt đầu trích dẫn nó làm bằng chứng, rằng Maher đang sống cuộc sống của cô ấy một cách bình thường. Tuy nhiên, nhiều người cho rằng đây là một bức ảnh cũ và bằng chứng sẽ chỉ được xác thực nếu Maher xuất hiện trên video livestream, mà cô ấy ko xuất hiện.

## Chỉ trích
Madawi al-Rasheed nói về Sheikh: "Sheikh đang làm cho mình giống như những phụ tá khác mà thái tử đã đưa ra để làm nhiều sáng kiến mới của anh ấy"[...] "Chúng ta có Sheikh, kết hợp giải trí với sự thô tục của chủ nghĩa dân tộc mới của Ả Rập Xê Út . Những thứ mà ông ta dầu tư là để giải trí cho người Ả Rập Xê Út, nhưng ông ta đang làm điều đó với cách tệ hơn, cường điệu quá mức và tuyên truyền dân túy ."

## Danh hiệu
- Nhân vật thể thao Ả Rập có ảnh hưởng nhất năm 2017 tại Đại hội Thể thao Quốc tế Dubai lần thứ 12.[2][18][19]
- Giải thưởng Văn hóa thể thao Ả Rập trong Giải thưởng Mohammed bin Rashid của năm 2018.[20][21]
- Giải thưởng Văn hóa Thể thao Ả Rập năm 2017.[22]